# 天平宝字
天平宝字（757年八月十八—765年正月初七）是奈良時代孝谦天皇、淳仁天皇、稱德天皇之年號。
天平宝字元年复“岁”为“年”（参见天平胜宝）。

## 改元
- 天平胜宝九岁八月十八（757年9月6日）：改元天平宝字。
- 天平宝字九年正月初七（765年2月1日）：改元天平神護。

## 紀年
| 天平宝字 | 元年  | 二年  | 三年  | 四年  | 五年  | 六年  | 七年  | 八年  | 九年  |
| 公元     | 757年 | 758年 | 759年 | 760年 | 761年 | 762年 | 763年 | 764年 | 765年 |
| 干支     | 丁酉  | 戊戌  | 己亥  | 庚子  | 辛丑  | 壬寅  | 癸卯  | 甲辰  | 乙巳  |

## 參看
- 日本年號索引
- 同期存在的其他政权的紀年
  - 至德（756年七月—758年二月）：唐朝唐肅宗之年號
  - 乾元（758年二月—760年閏四月）：唐朝唐肅宗之年號
  - 上元（760年閏四月—761年九月）：唐朝唐肅宗之年號
  - 寶應（762年四月—763年六月）：唐朝唐代宗之年號
  - 廣德（763年七月—764年十二月）：唐朝唐代宗之年號
  - 永泰（765年正月—766年十一月）：唐朝唐代宗之年號
  - 圣武（756年正月—757年）：安史之亂領袖安祿山之年號
  - 天成（758年—759年三月）：安史之亂領袖安慶緒之年號
  - 順天（759年四月—761年三月）：安史之亂領袖史思明之年號
  - 显圣（761年三月—763年正月）：安史之亂領袖史朝義之年號
  - 黃龍（761年三月—五月）：唐朝時期領袖段子璋之年號
  - 正德（761年）：唐朝時期領袖李珍之年號
  - 寳勝（762年八月—763年四月）：唐朝時期領袖袁晁之年號
  - 大興（738年—794年）：渤海文王大钦茂之年號
  - 贊普鍾（752年—768年）：南诏領袖阁罗凤之年號